# ويليام واتسون (لاعب كرة قدم)
ويليام واتسون (بالإنجليزية: William Watson)‏ (4 يونيو 1900 في المملكة المتحدة - ) هو لاعب كرة قدم بريطاني في مركز مهاجم داخلي. لعب مع نادي كيلمارنوك ونادي دمبرتون وBeith F.C. ‏ وGalston F.C. ‏.

## وصلات خارجية
- ويليام واتسون على موقع قاعدة بيانات كرة القدم.إي يو (الإنجليزية)